# Sekundærrute 180
De Sekundærrute 180 is een secundaire weg in Denemarken. De weg loopt van Sæby via Aalborg, Hobro en Randers naar Aarhus. De Sekundærrute 180 loopt door Midden en Noord-Jutland en is ongeveer 173 kilometer lang.